# 安曾发
安曾发（1694年—1776年），字天任，號信翁，常州府無錫縣/金匮县（今屬江蘇省無錫市錫山区）人。著有《寄闲草》。

## 简介
安曾发生于康熙三十三年(1694年)，卒于乾隆四十一年(1776年)，授八品职衔、文林郎，三次获赐粟帛。带领锡山安氏族人复建宗祠，主导编修嘉庆十六年版《胶山安黄氏宗谱》。